# Jakov Gojun
Jakov Gojun (18 de abril de 1986, Split, Croacia) es un jugador profesional de balonmano croata. Juega de lateral izquierdo y su actual equipo es el RK Zagreb.

## Carrera profesional
Tras desarrollar el inicio de su carrera en Croacia, en 2012 el jugador ficha por el Atlético de Madrid, vigente subcampeón de Europa.
Su debut oficial con el club rojiblanco se produce en la Super Globe, donde el club rojiblanco logra el título tras derrotar al THW Kiel alemán en la final.
En el partido de semifinales ante el Al Sadd el jugador croata fue expulsado tras un rifirrafe con Nikola Karabatić. La eliminación acarreó una suspensión de cuatro partidos, por lo que no pudo disputar la final.
Tras la desaparición del balonmano Atlético de Madrid, Jakov Gojun se une al Paris HB, club que cuenta con la fuerte inversión del Qatar Investment Authority.

## Selección
Jakov Gojun es internacional absoluto con la selección de Croacia.
Fue internacional en los Londres 2012, donde obtuvo la medalla de bronce.
En el Mundial de Croacia 2009 logró la medalla de plata tras sucumbir en la final frente a Francia.
Su primera medalla europea llegó en Austria 2010, donde además fue nombrado como mejor defensor del torneo.
En el Europeo de Serbia 2012 logra la medalla de Bronce.

## Palmarés

### RK Zagreb
- Liga de Croacia de balonmano (6): 2010, 2011, 2012, 2022, 2023, 2024
- Copa de Croacia de balonmano (6): 2010, 2011, 2012, 2022, 2023, 2024

### Atlético de Madrid
- Copa del Rey de balonmano (1): 2013

### Paris Saint-Germain
- Liga de Francia de balonmano (1): 2015
- Copa de Francia de balonmano (2): 2014, 2015
- Trofeo de Campeones (2): 2014, 2015

### Füchse Berlin
- Copa EHF (1): 2018
- Campeonato Mundial de Clubes de Balonmano (1): 2016

## Clubes
- RK Croatia Osiguranje Zagreb (2009-2012)
- Club Balonmano Atlético de Madrid (2012-2013)
- Paris Saint-Germain Handball (2013-2015)
- Füchse Berlin (2015-2021)
- RK Zagreb (2021- )